# Sylvestermedaljen
Sylvestermedaljen är en bronsmedalj instiftad 1901 av Royal Society. Den delas numera ut årligen (tidigare vart tredje år) för landvinningar inom matematiken.
Medaljen är uppkallad efter James Joseph Sylvester (1814-1897) som var professor i Oxford på 1880-talet.

## Pristagare
- 1901 Henri Poincaré
- 1904 Georg Cantor
- 1907 Wilhelm Wirtinger
- 1910 Henry Baker
- 1913 James Whitbread Lee Glaisher
- 1916 Jean Gaston Darboux
- 1919 Percy MacMahon
- 1922 Tullio Levi-Civita
- 1925 Alfred North Whitehead
- 1928 William Young
- 1931 Edmund Taylor Whittaker
- 1934 Bertrand Russell
- 1937 Augustus Love
- 1940 Godfrey Hardy
- 1943 John Littlewood
- 1946 George Watson
- 1949 Louis Mordell
- 1952 Abram Samoilovitch Besicovitch
- 1955 Edward Titchmarsh
- 1958 Maxwell Newman
- 1961 Philip Hall
- 1964 Mary Cartwright
- 1967 Harold Davenport
- 1970 George Temple
- 1973 John Cassels
- 1976 David Kendall
- 1979 Graham Higman
- 1982 John Adams
- 1985 John Griggs Thompson
- 1988 C.T.C. Wall
- 1991 K.F. Roth
- 1994 Peter Whittle
- 1997 H.S.M. Coxeter
- 2000 Nigel James Hitchin
- 2003 Lennart Carleson
- 2006 Peter Swinnerton-Dyer
- 2009 John M. Ball
- 2010 Graeme Segal
- 2012 John Francis Toland
- 2014 Ben Green
- 2016 Timothy Gowers
- 2018 Dusa McDuff
- 2019 Peter Sarnak